# 望郷サービスエリア
望郷サービスエリア（マンヒャンサービスエリア）は忠清南道天安市の京釜高速道路上(釜山方面のみ）にあるサービスエリア。

## 道路
- 京釜高速道路

## 施設
- 食堂
- うどん専門店
- 軽食
- ステーキ
- ガソリンスタンド（SKグループ）（LPG充填所併設）
- 駐車場（大型114台、小型254台）

## 隣
安城IC - 望郷SA - 天安IC